# Tihai
Tihai (spreek uit ti-'ha-yi) is een polyritmische techniek in de Indiase klassieke muziek en Hindoestaanse muziek. De techniek wordt vaak gebruikt om een stuk af te sluiten. Tihais kan worden gezongen of gespeeld op een instrument. 
Technisch gezien betekent de tihai een driemaal herhaald melodisch/ritmisch motief, dat doorgaans op of kort voor de sam eindigt, en soms ook naar het begin van de gat leidt. 